# Valle di Cadore

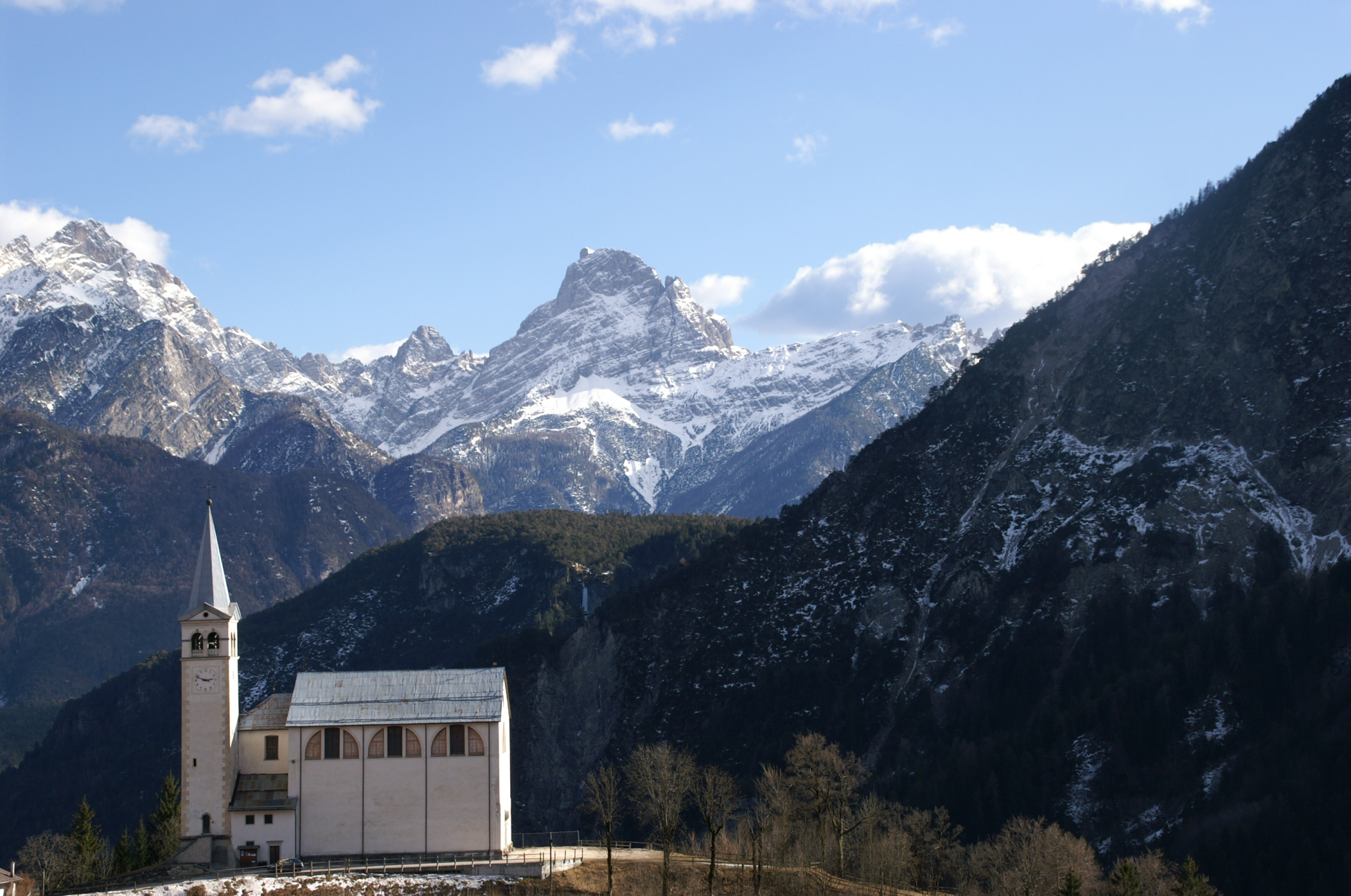
Kirche vor dem Cima dei Preti und dem Monte Duranno

Valle di Cadore ist eine nordostitalienische Gemeinde (comune) mit 1846 Einwohnern (Stand 31. Dezember 2023) in der Provinz Belluno in Venetien. Die Gemeinde liegt etwa 38 Kilometer nordnordöstlich von Belluno an den Ausläufern des Antelao und am Boite (Valle del Boite), der hier zum Lago di Vodo di Cadore aufgestaut wird.

## Gemeindepartnerschaften
Valle di Cadore unterhält eine Partnerschaft mit der Schweizer Gemeinde Claro im Kanton Tessin.

## Verkehr
Durch die Gemeinde führt die Strada Statale 51 di Alemagna von San Vendemiano nach Toblach.

## Personen (Auswahl)
- Johannes Agnoli (1925–2003), Politikwissenschaftler